# ПАК біля мису Ай-Тодор
Прибережний аквальний комплекс біля мису Ай-Тодор — гідрологічна пам'ятка природи місцевого значення, розташована біля смт Гаспра Ялтинської міськради АР Крим. Створена відповідно до Постанови ВР АРК № 97 від 22 грудня 1972 року.

## Загальні відомості
Землекористувачем пам'ятки є Гаспринська селищна рада, площа 120 гектарів, розташована біля мису Ай-Тодор, смт Гаспра Ялтинської міськради.
Охоронна зона пам'ятки природи «Прибережний аквальний комплекс біля гори Ай-Тодор» встановлена з метою захисту особливо охоронюваної природної території від несприятливих антропогенних впливів.